# Janvier 1771
Cette page présente les faits marquants du mois de janvier 1771.

## Événements
- 5 janvier : les Torghout, mongols occidentaux, quittent la vallée de la Volga et sont établis en Dzoungarie par la Chine[1].
- 9 janvier : abdication de l'impératrice du Japon Go-Sakuramachi en faveur de son neveu Go-Momozono[2].